# Гриззард, Джордж
Джордж Купер Гриззард-младший (англ. George Cooper Grizzard Jr.; 1 апреля 1928 года, Роанок-Рапидс, Северная Каролина, США — 2 октября 2007 года, Манхэттен, Нью-Йорк, США) — американский актёр театра, телевидения и кино. За свою карьеру был удостоен премии «Грэмми», прайм-таймовой премии «Эмми» и премии «Тони», а также других наград.

## Детство, юность. Образование
Джордж Гриззард родился в Роанок-Рапидс, штат Северная Каролина, и вырос в Вашингтоне, округ Колумбия. В одном из интервью он рассказал, что был «единственным ребёнком и, вероятно, очень одиноким, поэтому я придумал детей, с которыми можно было играть — Джина, Баундса, миссис Свин и миссис Хог и их детей, а также городок под названием Скоттина. Это была детская фантазия, но, наверное, из неё и возникло желание создавать людей». В средней школе он участвовал в студенческих постановках и решил стать актёром, когда учился в старшей школе имени Вудро Вильсона в Вашингтоне, где был президентом театрального клуба. Затем он поступил в Университет Северной Каролины в Чапел-Хилл, где изучал рекламу и драму.

## Карьера
После окончания обучения он вернулся в Вашингтон, чтобы работать в сфере рекламы, одновременно участвуя в любительских постановках. Свою профессиональную актёрскую карьеру он начал в 1950 году в Вашингтонском театре «Арена», где участвовал в некоторых из его первых постановок, а его первая главная роль была в спектакле «Тьма луны». Он часто приезжал в Нью-Йорк для участия в театральных ролях и учился у Сэнфорда Мейснера, Филипа Бертона и Алана Шнайдера.
Дебют Гриззарда на театральной сцене состоялся в роли шахтёра в спектакле «Зелёная кукуруза» в 1944 году. Его бродвейский дебют состоялся в постановке «Часы отчаяния» в 1955 году, где он сыграл Хэнка Гриффита, младшего брата персонажа, которого исполнил Пол Ньюман. Гриззард часто появлялся в пьесах Эдварда Олби и участвовал в оригинальной постановке 1962 года пьесы «Кто боится Вирджинии Вулф?». В этом спектакле он исполнил роль Ника вместе с Мелиндой Диллион, которая играла его жену Хани. Их пара посетила Уту Хаген и Артура Хилла, игравших конфликтующих супругов Марту и Джорджа. За эту роль Гриззард получил премию «Грэмми» за лучший альбом с устными выступлениями вместе с другими актёрами постановки.

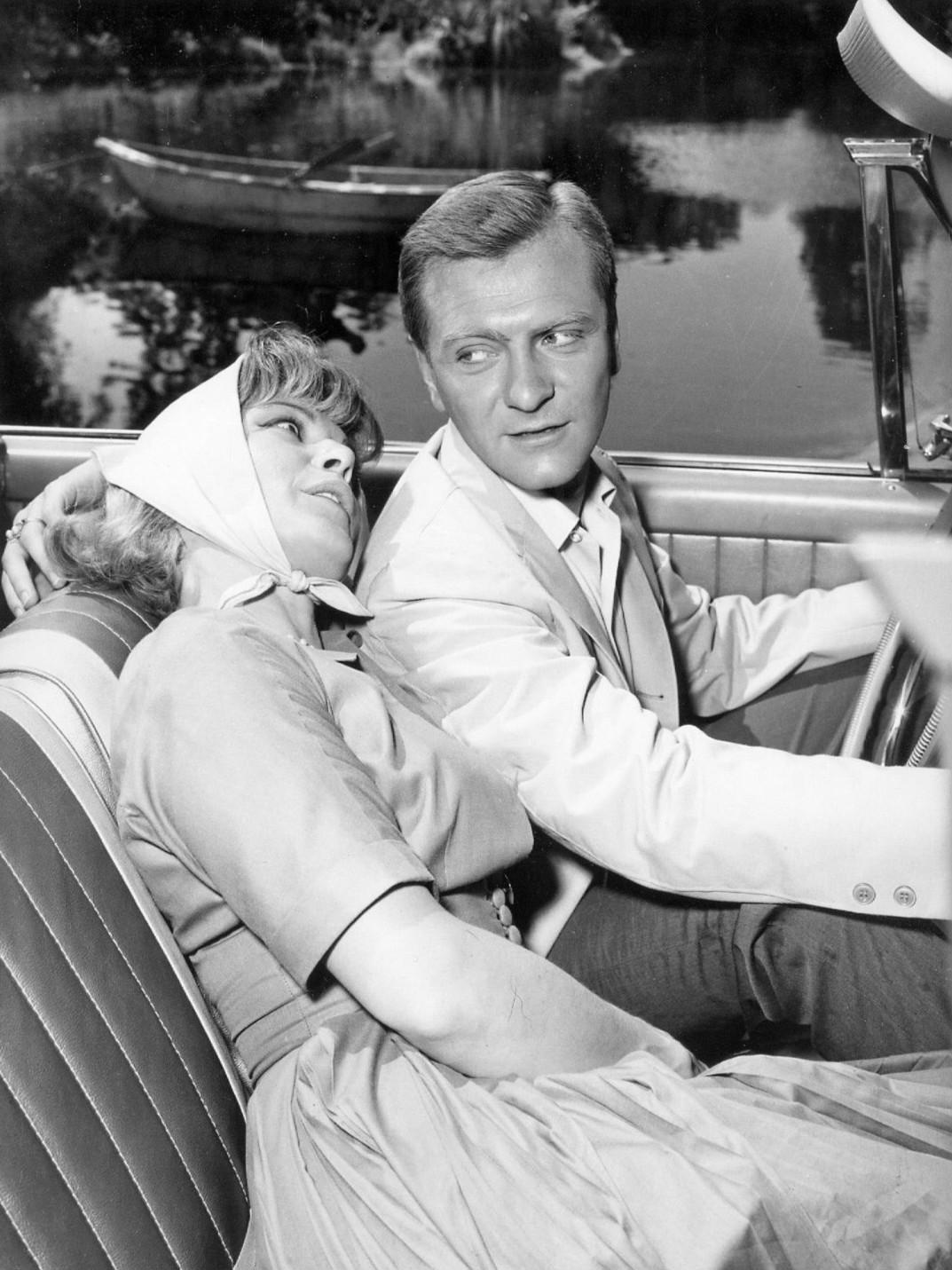
Джордж Гриззард в телесериале «Сумеречная зона», 1962 год

Гриззард исполнил роль беспринципного сенатора США в фильме «Совет и согласие» в 1962 году. С 1963 года он был членом оригинальной труппы театра Гатри в Миннеаполисе, в которую также входили Джессика Тэнди и Хьюм Кронин. Гриззард сыграл заглавную роль в первом спектакле театра Гатри по пьесе «Гамлет» вместе с Тэнди. Он также участвовал во многих постановках первых двух сезонов театра, включая роли в «Генрихе V», «Трёх сёстрах» и «Святой Иоанне».
Гриззард также выступал на Бродвее в мюзиклах: «Разочарованный» (1958), «Лицо героя» (1960) и «Большая рыба, маленькая рыба» (1961).
Среди его киноролей можно выделить участие в драме «С терассы» (1960) с Полом Ньюманом, в вестерне «Приближается всадник» (1978) с Джейн Фондой, а также в комедии Нила Саймона «Как в старое доброе время» (1980).
Он также участвовал в возрождении пьесы «Неустойчивое равновесие» в 1996 году и возрождении пьесы «Морской пейзаж» в 2005 году. Кроме того, он снялся в фильме «Ты же знаешь, я не слышу тебя, когда течёт вода». В 1996 году он получил премию «Тони» за лучшую мужскую роль в пьесе за участие в «Неустойчивом равновесии». Среди других его работ на Бродвее — «Сотворение мира и другие дела», «Стеклянный зверинец», «Деревенская девушка», «Королевская семья» и «Калифорнийский отель».

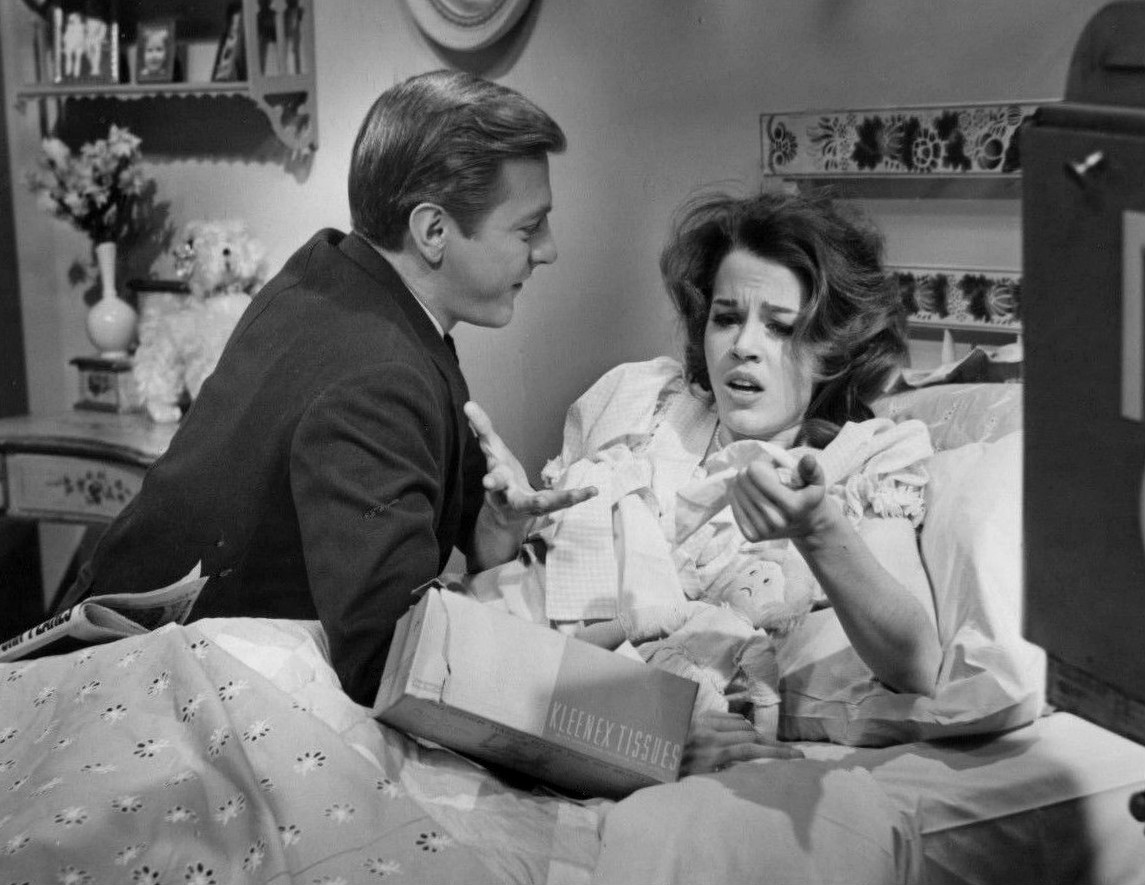
Джордж Гриззард и Джейн Фонда в телевизионной постановке романа У. Сомерсета Моэма «Ниточка бус», 1961 год

Его телевизионная карьера включает многочисленные роли приглашённого актёра в таких шоу, как «Сумеречная зона», «Альфред Хичкок представляет», «Железная сторона», «Сыромятная плеть», «Гавайи 5-O», «Бен Кейси», «Доктор Килдэр», «Шоу Косби» и «Она написала убийство».
Гриззард неоднократно появлялся в качестве приглашённой звезды в теледраме NBC «Закон и порядок» в 1990-х годах, играя роль адвоката защиты Артура Голда. Он также исполнил роль президента Джона Адамса в удостоенном премии «Эмми» мини-сериале PBS «Хроники Адама», продюсером которого выступила WNET. В 1980 году он получил прайм-таймовую премию «Эмми» за работу в фильме «Самый пожилой выпускник». Гриззард сыграл репортёра Ричарда Ларсена в телевизионном фильме «Осторожный незнакомец», посвящённом серийному убийце Теду Банди.
Гриззард отказался обсуждать свою актёрскую технику, заявив, что это глубоко личное дело, и что он «не считает это ничьим делом». Однако он однажды сказал, что актёрам необходимо «обладать этой тайной, чтобы привлечь аудиторию и вовлечь её в процесс. Не делайте всю работу за них».
В 2002 году он был включён в Зал славы американского театра.

## Смерть
Гриззард скончался на Манхэттене от осложнений, вызванных раком лёгких. Согласно некрологу в The New York Times, единственным близким человеком, который его пережил был его партнёр Уильям Тайнан.

## Фильмография

### Кино
| Год  | Название                     | Роль                                      | Примечания            |
| ---- | ---------------------------- | ----------------------------------------- | --------------------- |
| 1960 | С терассы                    | Александр «Лекс» Портер                   |                       |
| 1962 | Совет и согласие             | Сенатор Фред Ван Аккерман                 |                       |
| 1967 | Предупредительный выстрел    | Уолт Коди                                 |                       |
| 1971 | С днем рождения, Ванда Джун! | Доктор Норберт Вудли                      |                       |
| 1978 | Приближается всадник         | Нил Аткинсон                              |                       |
| 1979 | Сила огня                    | Лео Гелхорн                               |                       |
| 1980 | Как в старое доброе время    | Губернатор                                |                       |
| 1982 | Неправый прав                | Президент Бедфорд Форрест «Фрости» Локвуд |                       |
| 1984 | Мальчишник                   | Эд Томпсон                                |                       |
| 2000 | Вундеркинды                  | Фред Лир                                  |                       |
| 2000 | Мелкие мошенники             | Джордж Блинт                              |                       |
| 2006 | Флаги наших отцов            | Пожилой Джон Брэдли                       | Последняя роль в кино |

### Телевидение
| Год       | Название                                   | Роль                                            | Примечания |
| --------- | ------------------------------------------ | ----------------------------------------------- | --- |
| 1956-1962 | Альфред Хичкок представляет                | - Тед Ламберт - Хьюберт Уинтер - Алан Чаттертон | - 2-й сезон, 2-я серия: «Туман сгущается» в роли Теда Ламберта (1956) - 5-й сезон, 22-я серия: «По ту сторону порога» в роли Хьюберта Уинтера (1960) - 7-й сезон, 27-я серия: «Акт веры» в роли Алана Чаттертона (1962)                                                        |
| 1960      | Миллионер                                  | Джерри Митчелл                                  | 6 сезон 21 серия: «История Джерри Митчелла» |
| 1960      | Триллер                                    | Мерл Дженкинс                                   | Сезон 1, серия 1: «Искаженный образ» |
| 1960      | Сумеречная зона                            | Роджер Шеклфорт                                 | Сезон 1, серия 31: «Преследователь» |
| 1963      | Сумеречная зона                            | Алан Тэлбот / Уолтер Райдер-младший             | Сезон 4, серия 1: «По своему образу и подобию» |
| 1963      | Шпионаж                                    | Лейтенант Бриджер                               | Сезон 1, серия 10: «Фестиваль пешек» |
| 1963      | Бен Кейси                                  | Джонас Кинг                                     | 3-й сезон, 16-я серия: «Последняя сломанная спица старого колеса бурлеска» |
| 1964      | Доктор Килдэр                              | Дуглас Мартин                                   | 3-й сезон, 24-я серия: «Сто миллионов завтра» |
| 1965      | Сыромятная плеть                           | Капитан Джордж Баллинджер                       | 7 сезон, 16 серия: «Время ждать» |
| 1971      | Доктор Маркус Уэлби                        | Джордж Адамс                                    | Сезон 3, серия 2: «Портрет Дебби» |
| 1974      | Незнакомец внутри                          | Дэвид Коллинз                                   | Телефильм |
| 1975      | Атака на террор: ФБР против Ку Клукс Клана | Адвокат Клей                                    | Телефильм |
| 1975      | Жизнь Дженни Долан                         | Ральф Стэнтлоу                                  | Телефильм |
| 1976      | Хроники Адама                              | Джон Адамс                                      | Телевизионный мини-сериал |
| 1978      | Гавайи 5-O                                 | Эл Марш                                         | 10 сезон, 16 серия: «Лицом к лицу» |
| 1980      | Самый пожилой выпускник                    | Флойд Кинкейд                                   | Телефильм |
| 1982      | Американский театр                         | Мистер Вустер                                   | 1-й сезон, 1-я серия: «Похищение в Тенистом Холме» |
| 1984      | Охотник Джон                               | Вернон Шоу                                      | 5 сезон 13 серия: «Разыграй свою интуицию» |
| 1985      | Спенсер                                    | Фрэнк Сильверман                                | Сезон 1, Серия 3: «Выбор» |
| 1985      | Шоу Косби                                  | Мистер Баркер                                   | 2-й сезон, 10-я серия: «Пальчик Клэр» |
| 1985      | Она написала убийство                      | Доктор Обри Бентон                              | 11-я серия 2 сезона: «Убийство проникает глубоко» |
| 1986      | Осторожный незнакомец                      | Ричард Ларсен                                   | Телефильм |
| 1987      | Она написала убийство                      | Профессор Тайлер Стоунхэм                       | 3-й сезон, 14-я серия: «Убийство в минорной тональности» |
| 1988      | Она написала убийство                      | Эдмунд Холл                                     | Сезон 4, серия 22: «Политика тела» |
| 1988      | Дэвид                                      | Доктор Ахауэр                                   | Телефильм |
| 1989-1990 | Золотые девочки                            | Джейми/Джордж Деверо                            | - 5 сезон, 8 серия: «То старое чувство» - 6-й сезон, 9-я серия: «Миссис Джордж Деверо» |
| 1990      | Кэролайн?                                  | Пол Кармайкл                                    | Телефильм |
| 1990      | Враг народа                                | Мэр Питер Стокман                               | Телефильм |
| 1991      | Иран: Дни кризиса                          | Президент Джимми Картер                         | Телефильм |
| 1992-2000 | Закон и порядок                            | Адвокат защиты Артур Голд                       | - 2-й сезон, 13-я серия: «Увольнение» (1992) - 3-й сезон, 22-я серия: «Благосклонность» (1993 - 4-й сезон, 14-я серия: «Осуждение» (1994) - 7-й сезон, 13-я серия: «Брак» (1997) - 10-й сезон, 8-я серия: «Кровавые деньги» (1999) - 11-й сезон, 3-я серия: «Диссонанс» (2000) |
| 1993      | Американское приключение                   | Джон У. Дэвис                                   | 5 сезон, 8 серия: «Простое правосудие» |
| 1993      | Королева                                   | Мистер Черри                                    | Телефильм |
| 1993      | Не в семье                                 | Малкольм Уорт                                   | Телефильм |
| 1994      | Скарлетт                                   | Генри Гамильтон                                 | Телевизионный мини-сериал; сиквел «Унесённых ветром» |
| 1994      | 5 миссис Бьюкенен                          | Фрэнк Коллинз                                   | 10-я серия 1-го сезона: «Влюбленная Эмма» |
| 1997      | Сёстры и другие незнакомцы                 | Бен Стрикленд                                   | Телефильм |
| 1997      | Третья планета от Солнца                   | Джордж Олбрайт                                  | Сезон 3, серия 4: «Член в законе» |
| 1998      | Третья планета от Солнца                   | Джордж Олбрайт                                  | 3-й сезон, 20-я серия: «Маленькая девочка моего папочки» |
| 1998      | Прикосновение ангела                       | Чарли Нотт                                      | 5 сезон, 11 серия: «Ангел на крыше» |
| 2006      | Шанс Хаскетта                              | Пейтон Хаскетт                                  | Телефильм |

## Награды и номинации
| Награда                      | Год  | Категория                                                   | Работа / Номинант           | Результат | Ист.  |
| ---------------------------- | ---- | ----------------------------------------------------------- | --------------------------- | --------- | ----- |
| Прайм-таймовая премия «Эмми» | 1977 | Лучшая мужская роль в мини-сериале или фильме               | Хроники Адама               | Номинация | [ 6 ] |
| Прайм-таймовая премия «Эмми» | 1981 | Лучшая мужская роль второго плана в мини-сериале или фильме | Самый пожилой выпускник     | Победа    | [ 7 ] |
| Тони                         | 1996 | Лучшая мужская роль в пьесе                                 | Неустойчивое равновесие     | Победа    | [ 8 ] |
| Грэмми                       | 1964 | Лучшая документальная, устная и драматическая запись        | Кто боится Вирджинии Вульф? | Победа    | [ 9 ] |